# Snecma M53
SNECMA M53 je dvouproudový motor s přídavným spalováním vyvinutý společností Snecma pro stíhací letoun Dassault Mirage 2000. Motor je v provozu v různých leteckých silách a také v nejnovějších stíhacích verzích letounů Mirage 2000-5 a 2000-9.
Konstrukce M53 je založena na motoru SNECMA Atar, původně byl značen "Super Atar". Disponuje třístupňovým dmychadlem a pětistupňovým axiálním kompresorem. Spalovací komora je prstencová a turbína dvoustupňová axiální. Klíčové konstrukční cíle zahrnovaly snadnou údržbu a obsluhu. Motor je modulární a má elektronickou kontrolu.
Letové testy začaly v červenci 1973 za použití letounu Caravelle a poté Mirage F1 pro nadzvukové lety na konci roku 1974.

## Použití
- Dassault Mirage 2000
- Dassault Mirage 2000N/2000D
- Dassault Mirage 4000
- Dassault Mirage F1M-53

## Specifikace (M53-P2)

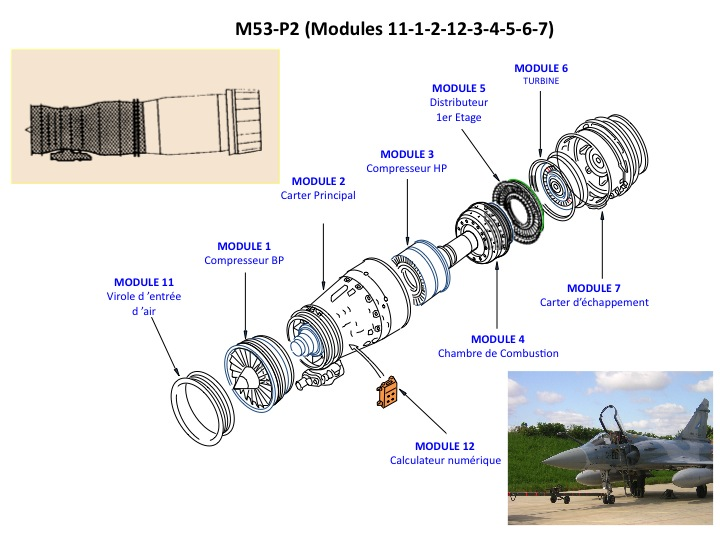
Moduly motoru M53

### Technické údaje
- Typ: jednohřídelový dvouproudový motor s přídavným spalováním
- Průměr: 796 mm
- Délka: 5 070 mm
- Hmotnost suchého motoru: 1 515 kg

### Součásti
- Kompresor: 8stupňový axiální kompresor
- Spalovací komora: prstencová
- Turbína: 2stupňová axiální

### Výkony
- Maximální tah: 
  - 64 kN maximální výkon
  - 95 kN s přídavným spalováním
- Celkový poměr stlačení: 9,8:1
- Obtokový poměr: 0,36:1
- Průtok/hltnost vzduchu: 92 kg/s
- Teplota plynů před turbínou: 1 327 °C
- Měrná spotřeba paliva:
  - 0,90(kg/daN.h)
  - 2,10(kg/daN.h) plný výkon
- Poměr tah/hmotnost: 6,5